# Défense des droits des hommes

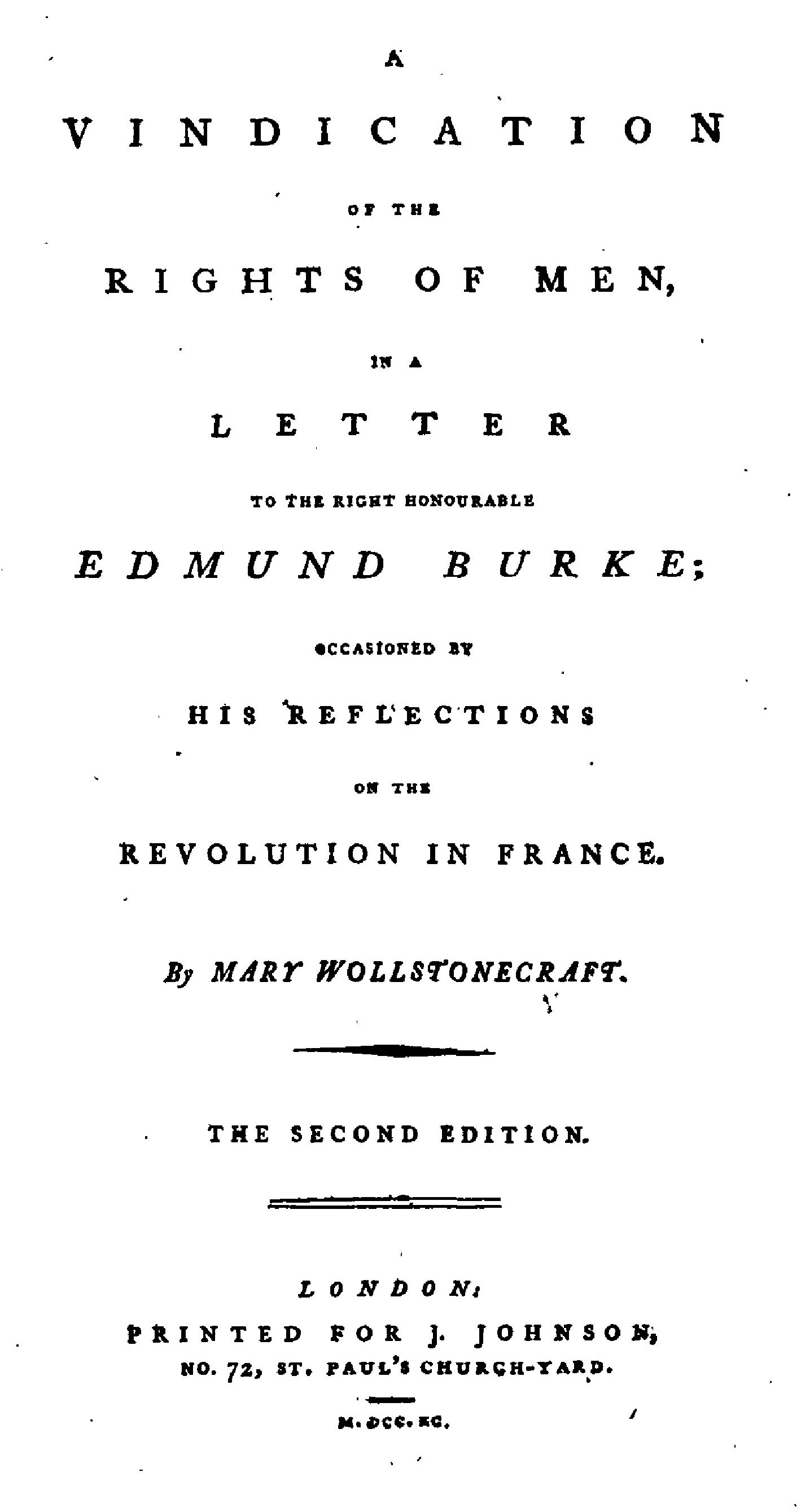
Page de titre de la seconde édition de A Vindication of the Rights of Men, la première à porter le nom de Mary Wollstonecraft.

A Vindication of the Rights of Men
A Vindication of the Rights of Men, in a Letter to the Right Honourable Edmund Burke; Occasioned by His Reflections on the Revolution in France, en français Défense des droits des hommes, dans une lettre au Très Honorable Edmund Burke ; occasionnée par ses réflexions sur la Révolution en France, est un pamphlet politique écrit en 1790 par Mary Wollstonecraft, l'une des toutes premières féministes britannique du XVIIIe siècle.
Ce pamphlet attaque l'aristocratie et prêche le républicanisme. La réplique de Wollstonecraft est la première de la guerre des pamphlets déclenchée par la publication en 1790 de l'œuvre d'Edmund Burke Reflections on the Revolution in France, qui prend la défense de la monarchie constitutionnelle du Royaume-Uni, de l'aristocratie, et de l'Église d'Angleterre.
Mary Wollstonecraft s'en prend non seulement aux privilèges héréditaires, mais également à la rhétorique que Burke utilise pour les défendre. La plupart des détracteurs de Burke déplorent ce qu'ils considèrent comme sa pitié théâtrale pour Marie-Antoinette, mais seule Mary Wollstonecraft dénonce chez Burke le recours à un langage sexué. En redéfinissant les notions du sublime et du beau — deux termes mis en avant par Burke lui-même dans son Enquête philosophique sur l'origine de nos idées du sublime et du beau (1756) — elle mine sa rhétorique aussi bien que son argumentation. Dans sa première critique ouvertement féministe — que Claudia L. Johnson, spécialiste de Mary Wollstonecraft, décrit comme insurpassée par la force de son argumentation — Mary Wollstonecraft met en accusation la justification que donne Burke d'une société inégale fondée sur la passivité des femmes.
Dans sa défense de la vertu républicaine, Mary Wollstonecraft invoque l'émergence d'une éthique propre aux classes moyennes, opposée au code de conduite aristocratique qu'elle perçoit comme perclus de vices. Se basant sur une croyance dans le progrès typique de l'époque des Lumières, elle reproche à Burke de se reposer sur les traditions et les coutumes. Elle décrit une vie rurale idyllique, dans laquelle chaque fermier dispose d'une ferme suffisante pour subvenir à ses besoins. Elle oppose son image utopique de la société, qu'elle estime reposer sur de véritables ressentis, aux « tableaux » théâtraux imaginés par Burke.
A Vindication of the Rights of Men rencontre le succès: il est commenté par toutes les publications importantes de l'époque, et la première édition est épuisée au bout de trois semaines. Cependant, lors de la publication de la seconde édition (la première où Mary Wollstonecraft est indiquée comme auteur sur la page de titre), les critiques commencent à évaluer le texte non seulement en tant que pamphlet politique, mais aussi en tant qu'œuvre d'une femme écrivain. Ils font contraster la « passion » de Mary Wollstonecraft avec la « raison » de Burke, et parlent en terme condescendants du texte et de l'auteure. Cette analyse de l'œuvre reste dominante jusque dans les années 1970, quand des critiques féministes commencent à lire les œuvres de Mary Wollstonecraft avec plus de soin et plus d'attention à leur intellectualisme.

## Contexte historique

### Controverse révolutionnaire

Le Serment du jeu de paume (1791) de Jacques-Louis David

A Vindication of the Rights of Men est écrit dans le contexte de la Révolution française et des débats que celle-ci provoque en Grande-Bretagne. Dans une violente « guerre des pamphlets », connue sous le nom de « controverse révolutionnaire » (Revolution controversy), qui dure de 1789 à fin 1795, des auteurs politiques britanniques débattent de la validité de la monarchie. Un spécialiste affirme que ce débat est « peut-être la dernière véritable discussion sur les fondamentaux de la politique en (Grande-Bretagne) ». La puissance de l'agitation populaire en France, démontrée dans des événements comme le Serment du Jeu de Paume ou la prise de la Bastille en 1789, rend de la vigueur au radicalisme britannique qui était moribond depuis une décennie. Des efforts sont faits pour moderniser le système électoral britannique et distribuer plus équitablement les sièges de la Chambre des Communes.
La plus grande partie du débat politique des années 1790 est alimentée par Réflexions sur la Révolution de France d'Edmund Burke en novembre 1790. La plupart des Britanniques attendent de Burke qu'il soutienne la Révolution française, car il a été un membre du Parti whig libéral, un critique de la monarchie, un défenseur de la Révolution américaine et un détracteur des exactions du gouvernement britannique en Inde. Il ne le fait pas, ce qui choque la population et provoque la colère de ses amis et de ses défenseurs. L'ouvrage de Burke, bien qu'il soit vendu au prix prohibitif de trois shillings, se vend à 30 000 exemplaires en deux ans. Cependant la réponse de Thomas Paine à l'œuvre, Rights of Man, le surpasse largement en se vendant à plus de 200 000 exemplaires, et devient le cri de ralliement de milliers de personnes.
A Vindication of the Rights of Men n'est publié que quelques semaines après les Réflexions de Burke. Alors que Burke soutient l'aristocratie, la monarchie et l'Église, les libéraux comme Thomas Paine, Mary Wollstonecraft ou William Godwin défendent la république, le socialisme agraire, l'anarchie et la tolérance religieuse. La plupart de ceux qu'on désigne par le terme « radical » soutiennent des idéaux similaires de liberté individuelle et de civisme. Ils partagent également les mêmes critiques : refus de l'« intérêt de la terre » et de son rôle dans la corruption du gouvernement, et opposition à la monarchie et l'aristocratie qui, selon eux, confisquent illégalement le pouvoir du peuple.
1792 est considérée comme « l'annus mirabilis du radicalisme du XVIIIe siècle » : ses textes les plus importants sont publiés, et l'influence d'associations radicales comme la London Corresponding Society ou la Society for Constitutional Information, est à son paroxysme. Cependant, ce n'est pas avant que les classes moyennes et ouvrières ne s'allient à la noble Society of the Friends of the People que le gouvernement ne s'y intéresse. Après cette alliance, le gouvernement, majoritairement conservateur, interdit les écrits séditieux. Plus de 100 poursuites pour sédition ont lieu dans les seules années 1790, beaucoup plus que pendant les décennies précédentes. Le gouvernement britannique, craignant un soulèvement comparable à la Révolution française, prend des mesures encore plus sévères pour écraser les radicaux : ils procèdent à des arrestations politiques et infiltrent les groupes radicaux ; ils menacent de « révoquer les droits des publicains qui continuent d'organiser des sociétés de débats politiques et de propager de la littérature réformiste », saisissent le courrier des « dissidents présumés », soutiennent des groupes empêchant les rassemblements radicaux et attaquent les dissidents dans la presse. Les radicaux décrivent cette période, ainsi que les procès pour trahison de 1794, comme « l'institution d'un système de TERREUR, presque aussi hideux dans ses caractéristiques, presque aussi gigantesque dans son ampleur, et infiniment plus pernicieux dans sa manière, que ce que la France a pu connaître ».
Lorsqu'en octobre 1795, la foule s'insurge contre le roi George III et l'insulte, demandant la fin de la guerre contre la France et la baisse du prix du pain, le Parlement vote immédiatement deux lois (la Seditious Meetings Act et la Treason Act, parfois regroupées sous le nom de « Two Acts »). Ces deux lois rendent pratiquement impossible l'organisation de réunions publiques, et les discours sont sévèrement restreints dans celles qui peuvent avoir lieu. Le radicalisme britannique est réduit au silence à la fin des années 1790 et au début des années 1800, et ce n'est pas avant la génération suivante que des réformes comme la Reform Act 1832 peuvent avoir lieu.

### LesRéflexionsde Burke

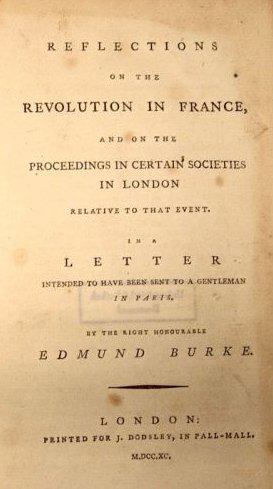
Page de titre des Réflexions sur la Révolution de France d'Edmund Burke (1790).

Publiées en partie pour répondre au sermon du prêtre dissident Richard Price célébrant la Révolution française, et en partie en réponse à la requête d'un jeune noble français, les Réflexions sur la Révolution de France d'Edmund Burke défendent un gouvernement aristocratique, le paternalisme, la loyauté, la chevalerie et la primogéniture. Il voit la Révolution française comme la destruction violente d'un gouvernement légitime. Dans ses Réflexions, il affirme que les citoyens n'ont pas le droit de se révolter contre leur gouvernement, car les civilisations, y compris les gouvernements, sont les résultats d'un consensus politique et social. Si les traditions d'une culture sont modifiées en permanence, selon lui, le résultat sera l'anarchie.
Burke critique les nombreux penseurs et écrivains britanniques qui ont approuvé le début de la Révolution française. Alors que les radicaux font le parallèle entre cette révolution et la Glorieuse Révolution de 1688 en Grande-Bretagne, qui avait réduit les pouvoirs de la monarchie, Burke affirme que la bonne analogie historique à faire est celle de la Première Révolution anglaise (1641 - 1649), au cours de laquelle le roi Charles Ier d'Angleterre a été décapité en 1649. Au moment où Burke écrit ses Réflexions, cependant, il n'y a encore que peu de violences révolutionnaires ; préférant persuader ses lecteurs plutôt que les informer, il exagère beaucoup cet aspect de la Révolution française pour donner plus d'effet rhétorique à son texte. Dans sa Recherche philosophique sur l'origine de nos idées du sublime et du beau, il affirme que « des notions largement inexactes transportent mieux les idées », et pour inspirer de la peur au lecteur, il invente une scène où Louis XVI et Marie-Antoinette sont chassés de leur palais à la pointe de l'épée. Lorsque l'escalade de la violence a réellement lieu en 1793 avec la Terreur, Burke est vu comme un prophète.
Il critique également l'enseignement associé aux philosophes français de l'époque des Lumières ; il affirme que de nouvelles idées ne doivent pas, selon les principes émergents de la science, être testées sur la société en espérant l'améliorer, mais que les populations doivent se fier aux coutumes et aux traditions pour les guider.

### Composition et publication de laDéfense des droits des hommes
Dans l'avertissement situé au début de A Vindication of the Rights of Men, Mary Wollstonecraft écrit comment et pourquoi elle l'a écrit:
« Les Réflexions sur la révolution en France de M. BURKE ont d'abord attiré mon attention comme le sujet du jour ; et en les lisant plus pour l'amusement que pour m'informer, mon indignation s'est élevée contre les arguments sophistes, qui me frappaient à chaque instant, sous la forme douteuse des sentiments naturels et du bon sens.
Plusieurs pages de la lettre qui suit sont des effusions du moment ; mais, gonflant imperceptiblement jusqu'à atteindre une taille considérable, l'idée me fut suggérée de publier une courte défense des « Droits des Hommes ».
N'ayant ni le loisir ni la patience de suivre cet auteur dans toutes les pistes déviantes où son imagination l'a mené, j'ai confiné mes structures, dans une grande mesure, aux grands principes auxquels il a élevé ses nombreux arguments sous des habits spécieux. »
Afin que son pamphlet puisse être édité dès qu'elle l'aurait terminé, Mary Wollstonecraft l'écrit frénétiquement pendant que son éditeur Joseph Johnson en publie les pages. Arrivée à la moitié de l'œuvre, cependant, elle cesse d'écrire. Un biographe décrit ce moment comme une « perte de nerfs » ; William Godwin, dans ses Memoirs of the Author of A Vindication of the Rights of Woman, le décrit comme « un sentiment temporaire de torpeur et d'indolence ». Joseph Johnson, peut-être sachant parfaitement comment l'encourager vu leur longue amitié, affirme qu'il accepte d'abandonner le livre et qu'elle ne doit pas s'en inquiéter. Honteuse, Mary Wollstonecraft se dépêche alors de terminer.
A Vindication of the Rights of Men est d'abord publié anonymement le 29 novembre 1790 : c'est la première des quelque cinquante à soixante-dix réponses faites à Burke par différents auteurs. Trois semaines plus tard, le 18 décembre, une seconde édition est publiée avec le nom de Mary Wollstonecraft indiqué sur la page de titre. Mary Wollstonecraft prend du temps pour publier la seconde édition, qui, selon sa biographe Emily Sunstein, « aiguise ses attaques personnelles contre Burke » et passe dans la plus grande partie du texte de la narration à la première personne à la narration à la troisième personne ; « elle ajoute aussi un code non-partisan, critiquant les libéraux hypocrites qui parlent d'égalité mais s'écrasent devant les pouvoirs en place ».

## Structure et arguments principaux

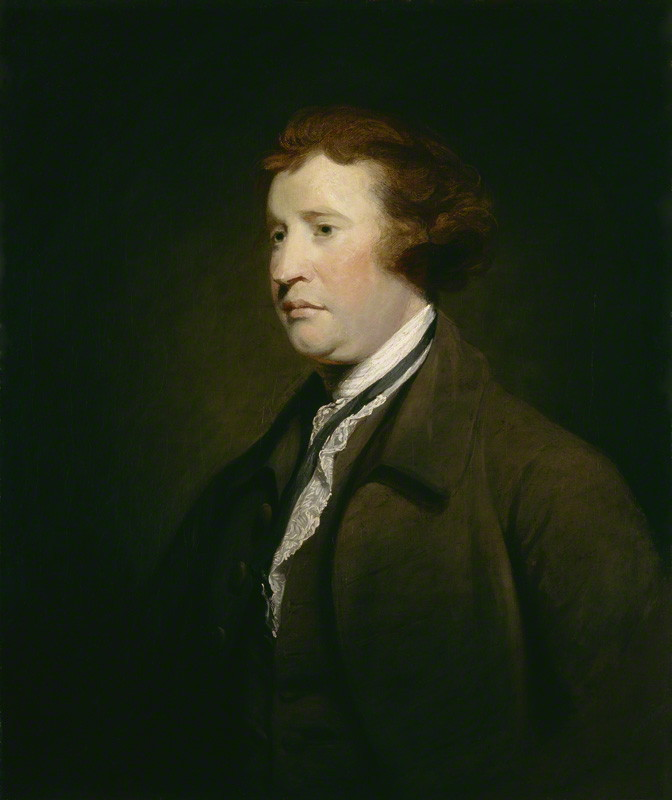
Edmund Burke, peint par Sir Joshua Reynolds (1771)

Jusque dans les années 1970, A Vindication of the Rights of Men est considéré comme désorganisé, incohérent, illogique et rempli d'attaques ad hominem (comme la suggestion que Burke aurait pu défendre la crucifixion du Christ). Il est montré du doigt comme un exemple d'« émotion féminine » réagissant à la « raison masculine ». Cependant, depuis les années 1970, des spécialistes s'opposent à ce point de vue, affirmant que Mary Wollstonecraft emploie des styles d'écriture propres au XVIIIe siècle comme la digression pour augmenter l'effet rhétorique. Plus important selon Mitzi Myers, « Wollstonecraft est virtuellement la seule, parmi tous les auteurs ayant répondu à Burke, à éviter une approche étroitement politique pour critiquer plus largement les fondations des Réflexions ». Mary Wollstonecraft invoque en premier un argument moral : sa « polémique n'est pas une condamnation des théories politiques de Burke, mais une exposition des inégalités cruelles que ces théories présupposent ». Le style de Mary Wollstonecraft est également un choix délibéré, lui permettant de répondre à la fois aux Réflexions de Burke et à sa Recherche philosophique sur l'origine de nos idées du sublime et du beau.
Le style de A Vindication of the Rights of Men fait écho à celui du texte de Burke. Il n'y a pas de structure claire : comme Réflexions, le texte suit les associations mentales formées par l'auteur pendant l'écriture du texte. Le traité de Mary Wollstonecraft est écrit, comme celui de Burke, sous la forme d'une lettre : Burke adresse la sienne au jeune noble français Charles-Jean-François Depont, Mary Wollstonecraft à Burke lui-même. En utilisant les mêmes formes, les mêmes métaphores et le même style que Burke, elle retourne ses arguments contre lui. Sa Défense des droits des hommes parle autant de langage et d'argumentation que de théorie politique ; en effet, elle affirme que les deux sont inséparables. Elle défend, selon un spécialiste, « la simplicité et l'honnêteté de l'expression, et des arguments employant la raison plutôt que l'éloquence ». Au début du pamphlet, elle s'adresse à Burke ainsi : « Quittant à présent les fleurs de la rhétorique, Monsieur, raisonnons ensemble ».
A Vindication of the Rights of Men ne prétend pas présenter complètement une théorie politique alternative à celle de Burke, mais plutôt à démontrer les faiblesses et les contradictions de ses arguments. Par conséquent, une grande partie du texte se concentre sur les incohérences logiques de Burke, par exemple son soutien de la Révolution américaine et des lois de régence limitant le pouvoir monarchique à cause de la folie du roi George III, contrastant avec son absence de soutien de la Révolution française. Elle écrit ainsi :
« Vous aviez tellement hâte de goûter aux douceurs du pouvoir, que vous ne pouviez pas attendre que le temps ait déterminé si un terrible délire se changerait en folie confirmée ; mais, présumant des secrets de l'Omnipotent, vous vous êtes exclamé que Dieu l'avait chassé de son trône, et que c'était la plus insultante des moqueries que de se souvenir qu'il avait été roi, ou de le traiter avec un quelconque respect eu égard à son ancienne dignité. J'ai lu, Monsieur, d'un œil scrutateur et comparateur, plusieurs de vos discours insensibles et profanes durant la maladie du roi. Je dédaigne cette manière de tirer avantage des faiblesses d'un homme, ou de tirer des conséquences de transports irréfléchis — Un lion ne fait pas sa proie de carcasses ! »
Le but de Mary Wollstonecraft, comme elle l'écrit, est « de vous (Burke) montrer à vous-même, dépouillé des somptueuses draperies dans lesquelles vous avez enveloppé vos principes tyranniques ». Cependant, elle défend également largement son propre argument, sur les inégalités auxquelles les Britanniques doivent faire face à cause du système des classes. Selon Barbara Taylor, spécialiste de Mary Wollstonecraft, « en traitant Burke comme un porte-parole du despotisme de l'ancien régime, Wollstonecraft se fait la championne des initiatives réformistes du nouveau gouvernement français contre ses « opinions rouillées et funestes », et condamne les élites politiques britanniques pour leur opulence, leur corruption et leur traitement inhumain des pauvres ».

## Théorie politique

### Attaque contre les rangs et les privilèges
Les attaques contre les rangs sociaux et la hiérarchie dominent dans A Vindication of the Rights of Men. Mary Wollstonecraft critique Burke pour son mépris du peuple qu'il décrit comme une « multitude porcine », et pour son soutien aux élites et notamment à la reine Marie-Antoinette. Dans un célèbre passage, Burke a écrit : « J'avais cru que dix mille épées devaient sortir de leurs fourreaux pour venger ne serait-ce qu'un regard menaçant et insultant vers elle. — Mais l'âge de la chevalerie est passé. »
Opposant ses valeurs de classe moyenne aux valeurs aristocratiques de Burke, Mary Wollstonecraft affirme que les gens doivent être jugés sur leurs mérites et non sur leurs privilèges de naissance. Selon Janet Todd, spécialiste de Mary Wollstonecraft, « la vision de la société révélée (dans) A Vindication of the Rights of Men est celle d'une société de talents, où des enfants sans privilèges mais travailleurs pourraient rivaliser à armes égales avec ceux qui sont privilégiés à tort ». Mary Wollstonecraft met l'accent sur les bénéfices qu'on retire du travail acharné, de la discipline, de la frugalité et de la moralité, des valeurs qu'elle oppose aux « vices des riches » comme « la non-sincérité » et « le désir (en fait le manque) d'affection naturelle ». Elle défend une société marchande, qui aiderait les individus à découvrir leur potentiel tout en les obligeant à assumer leurs responsabilités civiques. Pour elle, le commerce est la grande force qui génère l'égalité. Cependant, quelques années plus tard, dans Letters Written in Sweden, Norway, and Denmark (1796), elle remet en question les bénéfices réels que le commerce apporte à la société.
Alors que le prêtre dissident Richard Price, dont le sermon a provoqué l'écriture de l'œuvre d'Edmund Burke, est le « vilain » des Réflexions, il devient le « héros » de A Vindication of the Rights of Men. Mary Wollstonecraft et Burke l'associent tous deux à la philosophie de l'époque des Lumières, en particulier la notion de progrès de la civilisation à travers des débats rationnels, mais ils l'interprètent différemment. Selon Burke, ce genre de questionnement mène à l'anarchie, tandis que Mary Wollstonecraft associe Price à « la raison, la liberté, le débat libre, la supériorité mentale, l'entraînement de l'esprit, l'excellence morale, la bienveillance active, l'orientation vers le présent et le futur, et le rejet du pouvoir et des riches » — quintessence des valeurs professionnelles de la classe moyenne.
Mary Wollstonecraft défend la notion de propriété du philosophe John Locke (les biens acquis par le travail) contre la notion de richesse héritée défendue par Burke. Elle affirme que l'héritage est l'un des obstacles majeurs aux progrès de la civilisation européenne, et répète plusieurs fois que l'origine des problèmes de la Grande-Bretagne est l'inégale distribution des propriétés. Quoiqu'elle ne demande pas une distribution complètement égale de la richesse, elle désire que celle-ci soit plus équitable.

### Républicanisme

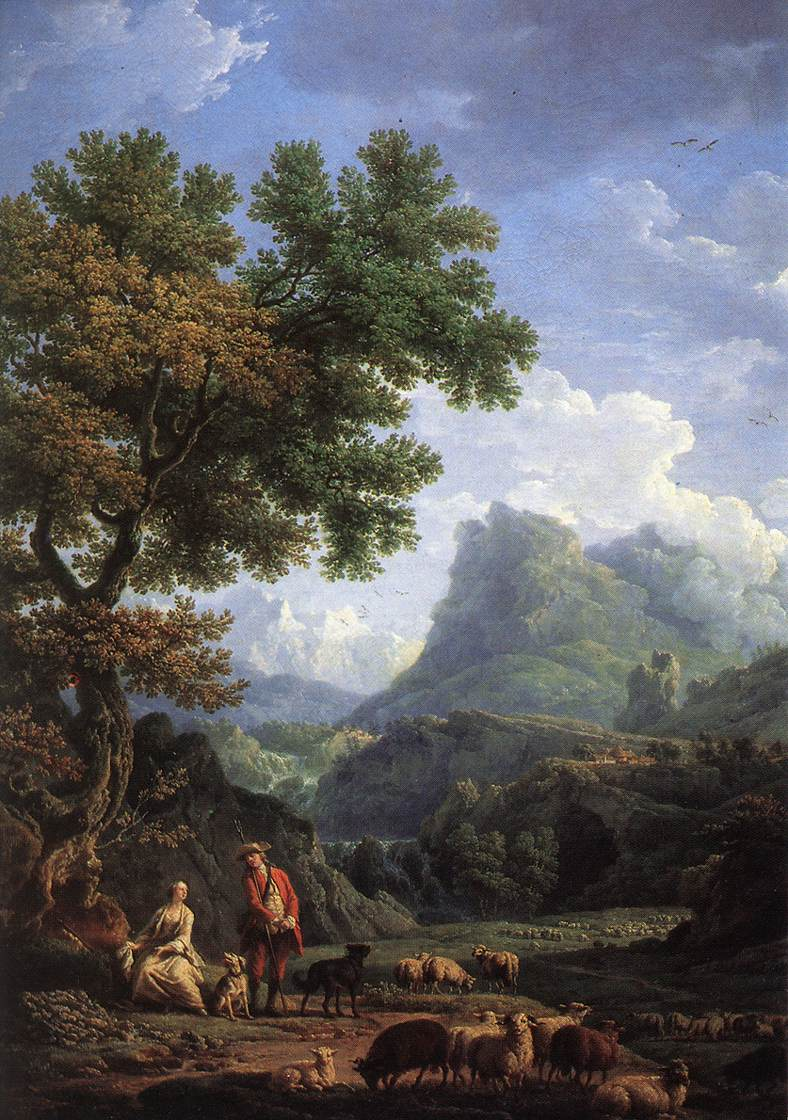
Bergers dans les Alpes de Claude Joseph Vernet ; une vie rurale idyllique fait partie des revendications de Mary Wollstonecraft dans sa Défense des droits des hommes.

A Vindication of the Rights of Men attaque la monarchie et les distinctions héréditaires, et prône le républicanisme. En se basant sur les notions de républicanisme du XVIIe siècle et du XVIIIe siècle, elle maintient que la vertu est la base de la citoyenneté. Cependant, sa vision de la vertu est plus individualiste et plus moraliste que l'idéologie traditionnelle du Commonwealth. Le but du républicanisme de Mary Wollstonecraft est le bonheur et la prospérité des individus, et non le plus grand bien pour le plus grand nombre, ni les plus grands bénéfices pour les propriétaires. Alors qu'elle met l'accent sur les bénéfices que le républicanisme peut apporter à l'individu, elle affirme également que la réforme ne peut être menée qu'au niveau de la société. Cela contraste avec ses précédentes œuvres comme Original Stories from Real Life (1788) où l'individu joue un rôle primordial dans la réforme de la société.
La notion de vertu de Mary Wollstonecraft se base sur la famille, ce qui la distingue d'autres républicains comme Francis Hutcheson ou William Godwin. Pour elle, la vertu commence dans le foyer : les vertus « privées » sont les bases des vertus « publiques ». Inspirée par les descriptions de la famille idéale et d'un canton suisse républicain par Jean-Jacques Rousseau, elle trace le portrait d'une vie de famille idyllique dans un petit village de campagne. Un spécialiste décrit ainsi son projet : « de grands domaines divisés en petites fermes, où les fermiers pourraient poser leur propre clôture sur les champs communs, et au lieu de donner des aumônes aux pauvres, les terres seraient distribuées dans un but d'indépendance et de progrès personnel ». Les individus apprennent et pratiquent la vertu à la maison, ce qui les rend auto-suffisants, mais les incite également à se sentir responsables de tous les citoyens de leur société.

### Tradition contre révolution
Un des principaux arguments de A Vindication of the Rights of Men est que les droits doivent être accordés parce qu'ils sont raisonnables et justes, et pas par tradition. Alors que Burke affirme que la société civile et le gouvernement doivent se baser sur les traditions qui se sont mises en place au cours des siècles, Mary Wollstonecraft affirme que tous les consensus civils doivent être réévalués à l'aune de la raison. L'existence préalable d'une loi ou d'une constitution, selon elle, n'est pas une raison pour l'accepter. Selon un spécialiste, « la croyance de Burke dans l'ancienneté de la constitution britannique et l'impossibilité d'améliorer un système ayant été testé et éprouvé pendant longtemps est considérée comme insensée. Le passé, selon Wollstonecraft, est rempli de superstition, d'oppression et d'ignorance ». Mary Wollstonecraft croit profondément à la notion de progrès de l'époque des Lumières, et rejette l'affirmation selon laquelle les anciennes idées ne peuvent pas être remises en question. Utilisant la même structure de langage que Burke, elle demande : « pourquoi serait-ce un devoir de réparer un vieux château, construit dans les temps barbares, avec des matériaux gothiques ? » Elle remarque également que la philosophie de Burke approuve l'esclavage :
« Le principal de ses arguments place l'esclavage dans une position éternelle. D'après ses références serviles à l'Antiquité, et son attention prudente pour l'intérêt personnel, pour avoir la force sur laquelle il insiste, le commerce d'esclaves ne devrait jamais être aboli ; et parce que nos ancêtres ignorants, sans comprendre la dignité naturelle de l'homme, ont approuvé un trafic qui outrage tous les principes de la religion et de la raison, nous devons nous soumettre à cette coutume inhumaine, et rendre l'amour de notre pays dépendant d'une atroce insulte à l'humanité, et nous soumettre aux lois par lesquelles nos propriétés sont en sécurité. — La sécurité des propriétés ! Voici, en quelques mots, la définition de la liberté anglaise. Et à ce principe égoïste, tous les plus nobles principes sont sacrifiés. »

## Sensibilité

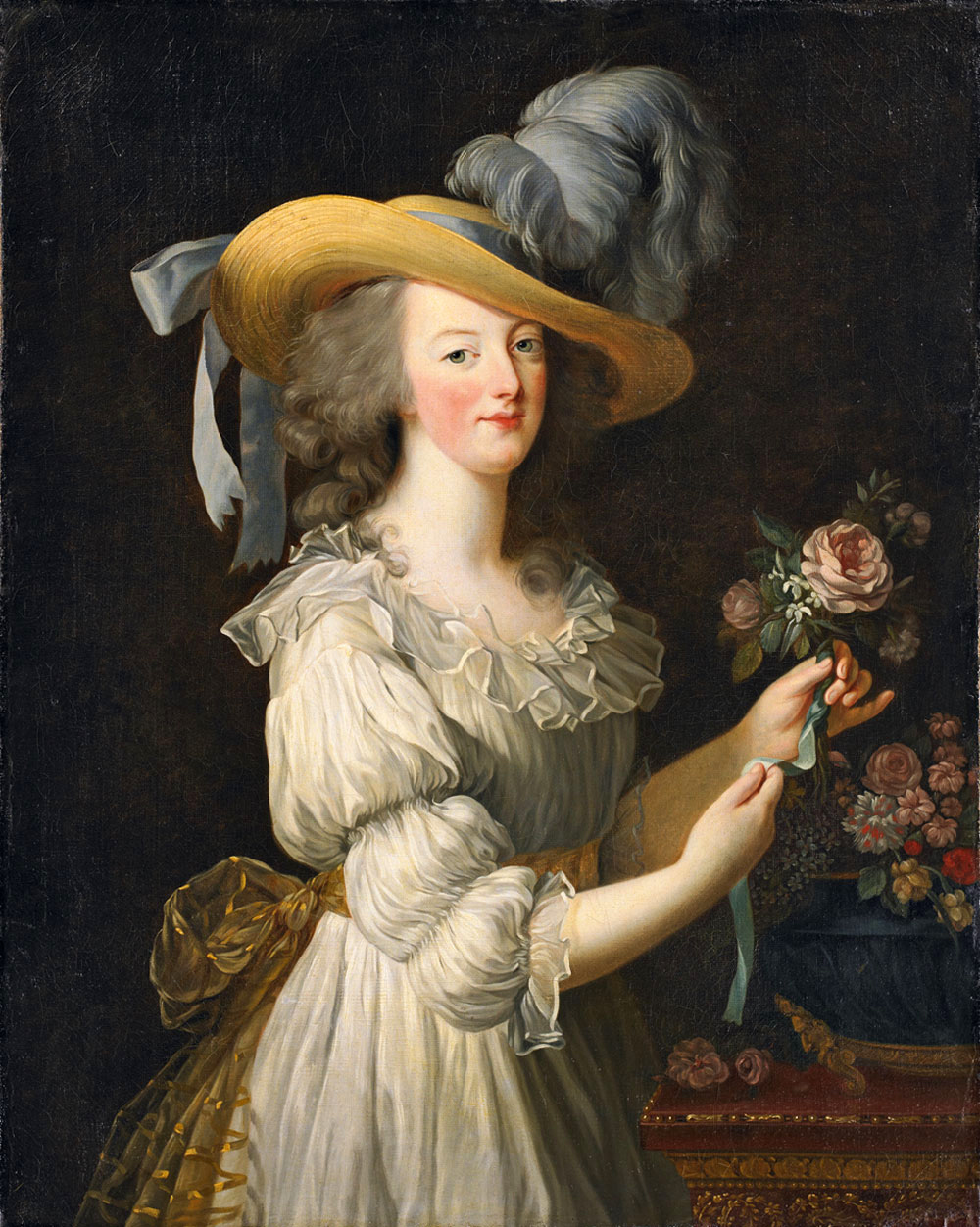
Marie-Antoinette par Élisabeth Vigée Le Brun (1783) ; Mary Wollstonecraft attaque Burke pour sa pitié exagérée pour la reine de France.

Dans sa Défense des droits de l'homme, Mary Wollstonecraft ne soutient pas seulement le républicanisme, mais aussi un contrat social basé sur la conscience de l'autre et l'empathie. Elle décrit la société idéale en ces termes : les individus, soutenus par des familles unies, interagissent entre eux avec une empathie rationnelle. Fortement influencée par Richard Price, qu'elle a rencontré à Newington Green quelques années plus tôt, elle affirme que les hommes doivent imiter Dieu dans la pratique de la bienveillance universelle.
Défendant une sensibilité raisonnée, Mary Wollstonecraft oppose sa théorie sur la société civile à celle de Burke qu'elle considère comme pompeuse et pleine de préjugés. Elle attaque les sentiments de Burke qu'elle considère comme exagérés, par opposition à ses propres sentiments qui sont authentiques. Elle affirme que sympathiser avec la Révolution française (c'est-à-dire le peuple français) est humain, tandis que sympathiser avec le clergé français, comme Burke, est une marque d'inhumanité. Elle accuse Burke non seulement d'inhumanité, mais aussi de manipulation, considérant les Réflexions comme de la propagande. Dans un des passages les plus dramatiques de sa Défense des droits de l'homme, Mary Wollstonecraft affirme être transportée des larmes de Burke sur la reine Marie-Antoinette et la monarchie française, vers le silence sur l'injustice endurée par les esclaves, un silence qu'elle représente dans le texte par des tirets, pour exprimer des sentiments plus vrais que ceux de Burke :
« L'homme chasse l'homme ; et vous pleurez sur la tapisserie inutile qui décorait un pilier gothique, ou sur la cloche qui appelait le gros prêtre à la prière. Vous pleurez sur la pompe vide d'un nom, quand l'esclavage déploie ses ailes, et le cœur malade se retire pour mourir dans la solitude, loin des maisons des hommes (...) Pourquoi notre imagination est-elle terrifiée par la perspective d'un enfer par-delà la tombe ? — L'enfer frappe là-bas — le fouet résonne sur les flancs nus de l'esclave, et l'épave malade, qui ne peut plus gagner son pain rassis par un travail incessant, se cache dans un fossé pour dormir de son dernier sommeil — ou, négligé dans quelque hôpital, rend son dernier soupir sous les rires de soigneurs mercenaires.
Une telle misère appelle plus que des larmes — Je fais une pause pour me reprendre, et atténuer le mépris que je sens monter pour vos fioritures rhétoriques et votre sensiblerie infantile.
---------------
---------------, »

## Sexe et esthétique

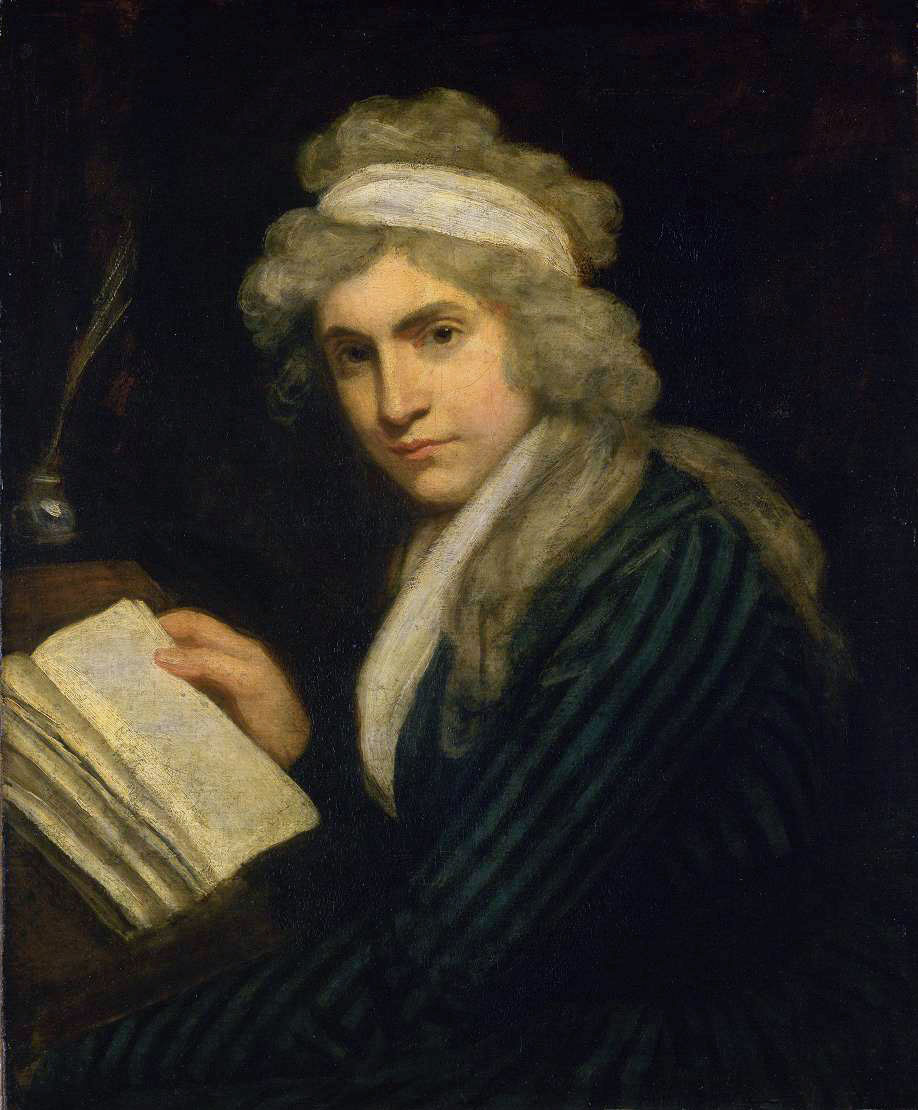
Mary Wollstonecraft par John Opie (vers 1791).

Dans A Vindication of the Rights of Men, Mary Wollstonecraft conteste la rhétorique d'Edmund Burke autant, sinon plus, que ses théories politiques. Elle commence par redéfinir les termes de « sublime » et de « beau » que Burke a établis dans sa Recherche philosophique sur l'origine de nos idées du sublime et du beau. Alors que Burke associe le beau à la faiblesse et à la féminité, et le sublime à la force et à la virilité, Mary Wollstonecraft écrit « car la vérité, en morale, m'a toujours apparu être l'essence du sublime ; et, en goût, la simplicité est le seul critère du beau ». Avec cette phrase, elle remet en question les définitions sexuées de Burke ; convaincue qu'elles sont dangereuses, elle ajoute plus loin dans son ouvrage :
« Vous avez peut-être convaincu (les femmes) que la petitesse et la faiblesse sont l'essence même de la beauté ; et que l'Être Suprême, en donnant aux femmes la beauté au suprême degré, semblait leur ordonner, par la puissante voix de la Nature, de ne pas cultiver les vertus morales qui pourraient risquer de leur attirer le respect, ou interférer avec le plaisir qu'elles ont été créées pour inspirer. Alors en confinant la vérité, la force, et l'humanité, dans le carcan rigide de la morale masculine, elles pourraient justement affirmer que pour être aimées, but ultime et grande distinction des femmes ! elles doivent « apprendre à zézayer, à tituber en marchant, et donner des surnoms aux créatures de Dieu ». Jamais, pourraient-elles répéter avec vous, aucun homme, a fortiori aucune femme, n'est devenu aimable par la force de ces exaltantes qualités, la force, la justice, la sagesse et la vérité ; et donc, averties du sacrifice qu'elles doivent faire à ces vertus austères et non-naturelles, elles seraient autorisées à diriger toute leur attention vers leurs petites personnes, négligeant systématiquement la morale pour préserver la beauté. »
Selon la spécialiste de Mary Wollstonecraft Claudia L. Johnson, « en tant que critiques féministes, ces passages n'ont jamais réellement été surpassés ». Burke, selon Mary Wollstonecraft, décrit la vertu féminine comme de la faiblesse, ce qui ne laisse aux femmes aucun rôle public concret et les relègue à l'inutilité.
Mary Wollstonecraft applique cette critique féministe du langage de Burke à l'ensemble des Réflexions. Selon Claudia Johnson, « son pamphlet réfute globalement l'axiome de Burke « pour que nous aimions notre pays, notre pays doit être beau » » ; Mary Wollstonecraft oppose avec succès la rhétorique du beau de Burke avec sa propre rhétorique de la raison. Elle démontre également comment Burke incarne le pire de ses idées. Il devient l'écrivain féminin illogique et hystérique, tandis que c'est Mary Wollstonecraft qui devient l'écrivain masculin rationnel. Ironiquement, pour donner corps à cette transposition, Mary Wollstonecraft devient elle-même passionnée dans certains passages, comme dans sa description de l'esclavage citée plus haut.

## Accueil, critiques et postérité

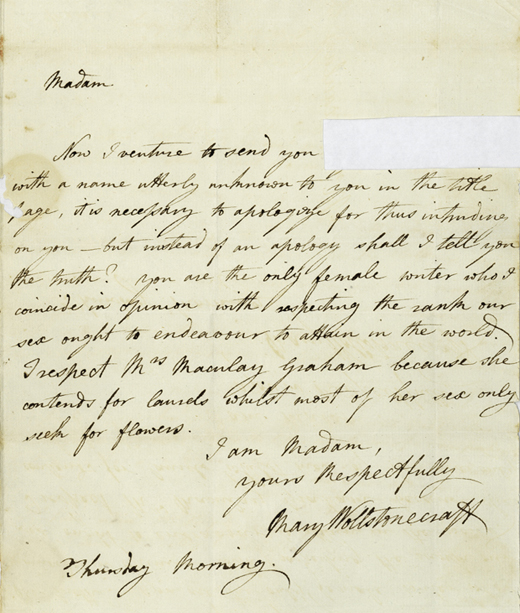
Lettre envoyée par Mary Wollstonecraft à Catharine Macaulay avec une copie de A Vindication of the Rights of Men

A Vindication of the Rights of Men a du succès, son prix n'y étant sans doute pas pour rien : à un shilling et six pence, il coûte la moitié du prix de l'ouvrage d'Edmund Burke. Une fois la première édition épuisée, Mary Wollstonecraft accepte que son nom soit mentionné sur la page de titre de la seconde édition. C'est son premier ouvrage complet en tant que « professionnelle indépendante et intellectuelle auto-proclamée » comme l'appelle Mary Poovey, qui ajoute que l'ouvrage :
« prend la forme que la plupart considéreraient comme la moins appropriée pour une femme — le réquisitoire politique. Demandant une connaissance du gouvernement (que les femmes n'ont pas), des compétences analytiques (que les femmes ont théoriquement peu) et l'ambition de participer directement aux événements de l'époque (que les femmes ne sont pas censées avoir), le réquisitoire politique appartient sous tous ses aspects au domaine masculin. »
Les commentaires de l'époque reflètent cette incongruité : Horace Walpole, par exemple, traite Mary Wollstonecraft de « hyène en jupons » pour ses attaques contre Marie-Antoinette. William Godwin, son futur mari, décrit l'œuvre comme illogique et irrespectueuse de la grammaire ; dans sa biographie de Mary Wollstonecraft, Memoirs of the Author of A Vindication of the Rights of Woman, il ne consacre qu'un paragraphe au contenu de l'œuvre qu'il qualifie d'« intempérée ».
Tous les journaux importants de l'époque parlent de A Vindication of the Rights of Men. Le magazine Analytical Review est d'accord avec les arguments de Mary Wollstonecraft, et loue ses « remarques vivantes et animées ». Le Monthly Review est aussi positif, bien qu'il remarque des fautes d'écriture. Le Critical Review, qui est « l'ennemi juré » de l'Analytical Review, écrit en décembre 1790, après avoir découvert que l'auteur était une femme :
« On a fait remarquer dans une vieille pièce que les esprits n'ont pas de sexe ; et en effet nous n'avions pas découvert que ce défenseur des droits de l'homme était une femme. Cependant la seconde édition, qui révèle souvent des secrets, a attribué ce pamphlet à Mme Wollstonecraft, et si elle endosse le déguisement d'un homme, elle ne doit pas être surprise de ne pas être traitée avec la civilité et le respect qu'elle aurait reçus pour elle-même. Comme l'article a été écrit avant que nous ayons vu la seconde édition, nous avons reconnu devoir faire les modifications nécessaires. Il n'aurait pas été suffisant de corriger de simples erreurs verbales ; il aurait fallu s'adresser à une Dame avec plus de respect. »
Le Gentleman's Magazine suit cette tendance en critiquant la logique du livre et « sa présomption absurde que les hommes seront plus heureux s'ils sont libres », ainsi que la présomption de Mary Wollstonecraft d'écrire sur des sujets hors de son domaine, commentant : « les droits de l'homme défendus par une dame ! L'âge de la chevalerie ne peut pas être passé, ou les sexes ont inversé leurs rôles ». Cependant, l'œuvre fait entrer Mary Wollstonecraft parmi les auteurs connus ; c'est à ce moment que sa carrière commence.
Mary Wollstonecraft envoie une copie de A Vindication of the Rights of Men à l'historienne Catharine Macaulay qu'elle admire. Catharine Macaulay lui répond qu'elle est « encore plus heureuse que cette publication que j'ai tant aimé pour son pathos & ses sentiments ait été écrite par une femme, et donc de voir mon opinion des pouvoirs et des talents de notre sexe si vite vérifiée par votre plume ». William Roscoe, avocat, écrivain et mécène à Liverpool, apprécie tellement la Défense des droits des hommes qu'il fait apparaître Mary Wollstonecraft dans son poème satirique The Life, Death, and Wonderful Achievements of Edmund Burke :
« Et là ! une amazone se dressa,
Son nom était WOLLSTONECRAFT,
Résolue à arrêter sa folle carrière,
Quoi que devienne le destin,. »

La Liberté guidant le peuple par Eugène Delacroix (1833)

Beaucoup des critiques de l'ouvrage, ainsi que les premiers biographes de Mary Wollstonecraft, critiquent le style trop émotionnel de l'œuvre, en la comparant avec le chef-d'œuvre de logique d'Edmund Burke ; cependant, le texte a été récemment réévalué. Depuis les années 1970, des critiques ayant regardé plus attentivement à la fois l'ouvrage de Mary Wollstonecraft et celui de Burke ont découvert qu'il y a de nombreux points communs rhétoriques entre les deux, et que l'opposition entre masculin/logique et féminin/émotion n'est pas pertinente. La plupart des spécialistes de Mary Wollstonecraft reconnaissent que c'est cette œuvre qui a marqué le passage de l'auteur au radicalisme et a orienté ses œuvres suivantes, en particulier A Vindication of the Rights of Woman. Ce n'est pas avant la moitié de la Défense des droits des hommes qu'elle commence à disséquer l'esthétique sexuée de Burke ; selon Claudia Johnson, « il semble qu'en écrivant les dernières parties de A Vindication of the Rights of Men, elle découvre que le sujet la préoccupera pendant tout le reste de sa carrière ».
Deux ans après, quand Mary Wollstonecraft publie A Vindication of the Rights of Woman, elle reprend de nombreux arguments déjà exposés dans A Vindication of the Rights of Men. Si tous les gens doivent être jugés selon leur mérites, d'après elle, cela doit inclure aussi les femmes. Dans les deux textes, Mary Wollstonecraft soutient que la vertu de la nation britannique dépend de la vertu de son peuple. Elle fait tomber largement les barrières entre la sphère publique et la sphère privée, et demande que tous les citoyens éduqués aient une chance de participer à la vie publique.